# Сандерс, Эдвард (боксёр)
Хейз Э́двард Са́ндерс (англ. Hayes Edward Sanders; 24 марта 1930, Лос-Анджелес — 12 декабря 1954, Бостон) — американский боксёр тяжёлой весовой категории. В начале 1950-х годов выступал за сборную США: чемпион летних Олимпийских игр в Хельсинки, участник многих международных турниров и национальных первенств. В 1954 году начал боксировать на профессиональном уровне, но вскоре умер от травмы, полученной во время боя.

## Биография
Эдвард Сандерс родился 24 марта 1930 года в пригороде Лос-Анджелеса, штат Калифорния. С детства обладал крепким здоровьем и выдающейся силой, играл за школьную команду по американскому футболу, активно занимался лёгкой атлетикой, в частности, десятиборьем, тренируясь у бывшего олимпийца Кена Карпентера. Во время учёбы в колледже стал увлекаться боксом, на студенческом чемпионате по боксу в Огдане обратил на себя внимание тренера Дабби Хольта, после чего был приглашён в боксёрскую команду Государственного университета штата Айдахо — на тот момент одну из самых сильных в стране. Принимал участие во многих университетских турнирах, при этом почти всегда побеждал, в том числе взял верх над тогдашним чемпионом Тихоокеанского побережья.

### Любительская карьера
В 1951 году Сандерс был призван в армию и должен был отправиться на Корейскую войну, но тренерам удалось уговорить его присоединиться к военно-морскому флоту, и, таким образом, спортсмен избежал реальных боевых действий. В этот период к нему пришла некоторая известность, на соревнованиях в Сан-Диего он победил чемпиона военно-морских сил в тяжёлом весе Кёрби Силса, а затем выиграл национальные турниры «Золотые перчатки» в Лос-Анджелесе и Чикаго. Далее состоялось его турне по Европе, он побывал в Берлине, где занял первое место на местном турнире. Сандерс мечтал попасть на летние Олимпийские игры 1952 года в Хельсинки — для этого он участвовал в отборочных соревнованиях в Омахе и Канзас-Сити, дважды победив своего главного конкурента капрала Ллойда Джеймса.
На Олимпиаде Сандерс последовательно победил швейцарца Ханса Йоста, итальянца Джакомо ди Сеньи и южноафриканца Андреаса Нимана — всех троих отправил в нокаут (также должен был драться с французом Жаном Лансьо, но тот отказался от боя, сославшись на травму). Соперником на финальный матч был швед Ингемар Юханссон — на протяжении всего первого раунда он избегал контакта с Сандерсом, перемещаясь по периметру ринга, а в конце второго был дисквалифицирован рефери за пассивное поведение. Юханссон отказался принимать серебряную медаль, уверяя, что он вовсе не боялся нокаутирующего удара Сандерса, а просто хотел измотать его таким способом в первых двух раундах, дождаться усталости более крепкого физически соперника, а затем уверенно победить его в третьем раунде. Впоследствии он всё же получил медаль, но был награждён только 30 лет спустя после окончания соревнований.
Сандерс, таким образом, стал первым афро-американским боксёром-тяжеловесом, кому удалось выиграть Олимпийские игры, и первым американским олимпийским чемпионом в этой весовой категории с 1904 года. Он вернулся на родину уже в статусе национального героя, неоднократно приглашался на множественные общественные, спортивные и религиозные мероприятия, а в Лос-Анджелесе даже учредили день его имени. На момент окончания Олимпийских игр Сандерс был женат, ждал рождения сына, и ему требовались деньги, однако сразу перейти в профессионалы он не мог, поскольку состоял на службе в вооружённых силах. В этот период состоялся неофициальный матч против будущего чемпиона мира Сонни Листона — Листон вышел победителем из этого противостояния, тем не менее, по сообщениям некоторых очевидцев, он без конца применял запрещённые приёмы, постоянно хватал и клинчевал Сандерса.

### Начало профессиональной карьеры и смерть
В начале 1954 года Эд Сандерс всё-таки получил лицензию и в марте дебютировал на профессиональном уровне — своего первого соперника Сонни Николса победил нокаутом в первом же раунде. Затем нокаутировал ещё двоих бойцов (в первом и втором раундах), но в апреле неожиданно потерпел поражение единогласным решением судей от малоизвестного боксёра Вилли Уилсона. В августе после победы над Джеком Флудом он взял у Уилсона реванш, однако свалить его с ног так и не смог, вынужден был довольствоваться раздельным судейским решением. Затем в октябре состоялись два боя против Берта Уайтхёрста: в первом Сандерсу пришлось не легко, он едва свёл противостояние к ничьей, тогда как в повторном матче выглядел заметно лучше и выиграл по очкам.
Сандерсу представилась возможность побороться за титул чемпиона Новой Англии в тяжёлом весе — бой против действующего чемпиона Вилли Джеймса прошёл 11 декабря в Бостоне, штат Массачусетс. В течение десяти раундов соперники обменивались друг с другом тяжёлыми ударами, никто не хотел уступать, но на одиннадцатый раунд Сандерс вышел обессиленным, пропустил серию ударов и в бессознательном состоянии упал на канаты. Его доставили в близлежащую больницу, где спустя 18 часов он скончался от образовавшегося в мозгу тромба. Точную причину образования тромба установить не удалось, хотя некоторые врачи сделали предположение, что данная проблема у Сандерса существовала уже давно, а в бою с Джеймсом лишь усугубилась. Боксёра похоронили с военными почестями на мемориальном кладбище в Санта-Монике, в его честь был дан салют из 21 ружья. Джеймс, в свою очередь, сильно переживал из-за случившегося, следующий свой матч он проиграл нокаутом, после чего сразу же принял решение завершить карьеру.